# Leichtathletik-Europameisterschaften 2012/3000 m Hindernis der Männer

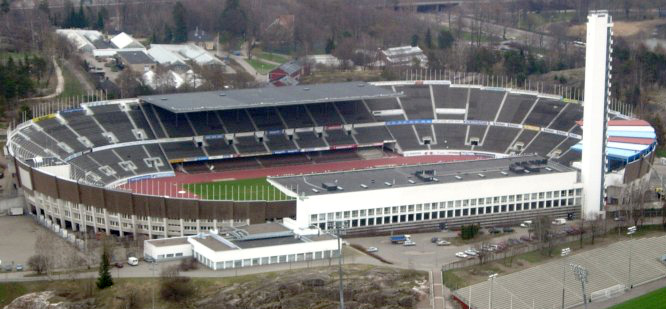
Das Olympiastadion Olympiastadion Helsinki im Jahr 2005

Der 3000-Meter-Hindernislauf der Männer bei den Leichtathletik-Europameisterschaften 2012 wurde am 27. und 29. Juni 2012 im Olympiastadion der finnischen Hauptstadt Helsinki ausgetragen.
Europameister wurde der französische Titelverteidiger, Olympiazweite von 2008 und WM.Dritte von 2011 Mahiedine Mekhissi-Benabbad. Silber gewann der Türke Tarık Langat Akdağ. Bronze ging an den Spanier Víctor García.

## Bestehende Rekorde
| Weltrekord           | :53,63 min  | Saif Saaeed Shaheen         | Brüssel, Belgien       | 3. September 2004 |
| Europarekord         | 8:01,18 min | Bouabdellah Tahri           | WM Berlin, Deutschland | 18. August 2009   |
| Meisterschaftsrekord | 8:07,87 min | Mahiedine Mekhissi-Benabbad | EM Barcelona, Spanien  | 1. August 2010    |

Der bestehende EM-Rekord wurde bei diesen Europameisterschaften nicht erreicht. Die schnellste Zeit erzielte der spätere Vizeeuropameister Tarık Langat Akdağ aus der Türkei im zweiten Vorlauf mit 8:27,31 min, womit er 19,54 s über dem Rekord blieb. Zum Europarekord fehlten ihm 26,13 s, zum Weltrekord 33,68 s.

## Doping
In diesem Wettbewerb gab es zwei Dopingfälle:
- Der Franzose Nour-Eddine Gezzar, der auf dem vierten Platz eingelaufen war, wurde 2012 nachträglich disqualifiziert, als in einer am 17. Juni vorgenommenen Dopingprobe Erythropoetin entdeckt wurde.[3]
- Dem Russen Ildar Minschin, als Elfter des zweiten Vorlaufs ausgeschieden, wurde nachträglich die Einnahme verbotener Substanzen im August 2009 nachgewiesen. Er wurde für zwei Jahre gesperrt, mehrere Ergebnisse wurden annulliert, darunter sein EM-Resultat.[4]

Benachteiligt wurde vor allem der Brite James Wilkinson, dem durch Nour-Eddine Gezzars Dopingbetrug die ihm zustehende Finalteilnahme verwehrt blieb.

## Legende
Kurze Übersicht zur Bedeutung der Symbolik – so üblicherweise auch in sonstigen Veröffentlichungen verwendet:
| DNF | Wettkampf nicht beendet (did not finish) |
| DOP | wegen Dopingvergehens disqualifiziert    |

## Vorrunde
27. Juni 2012
Die Vorrunde wurde in zwei Läufen durchgeführt. Die ersten vier Athleten pro Lauf – hellblau unterlegt – sowie die darüber hinaus sieben zeitschnellsten Läufer – hellgrün unterlegt – qualifizierten sich für das Halbfinale.

### Vorlauf 1

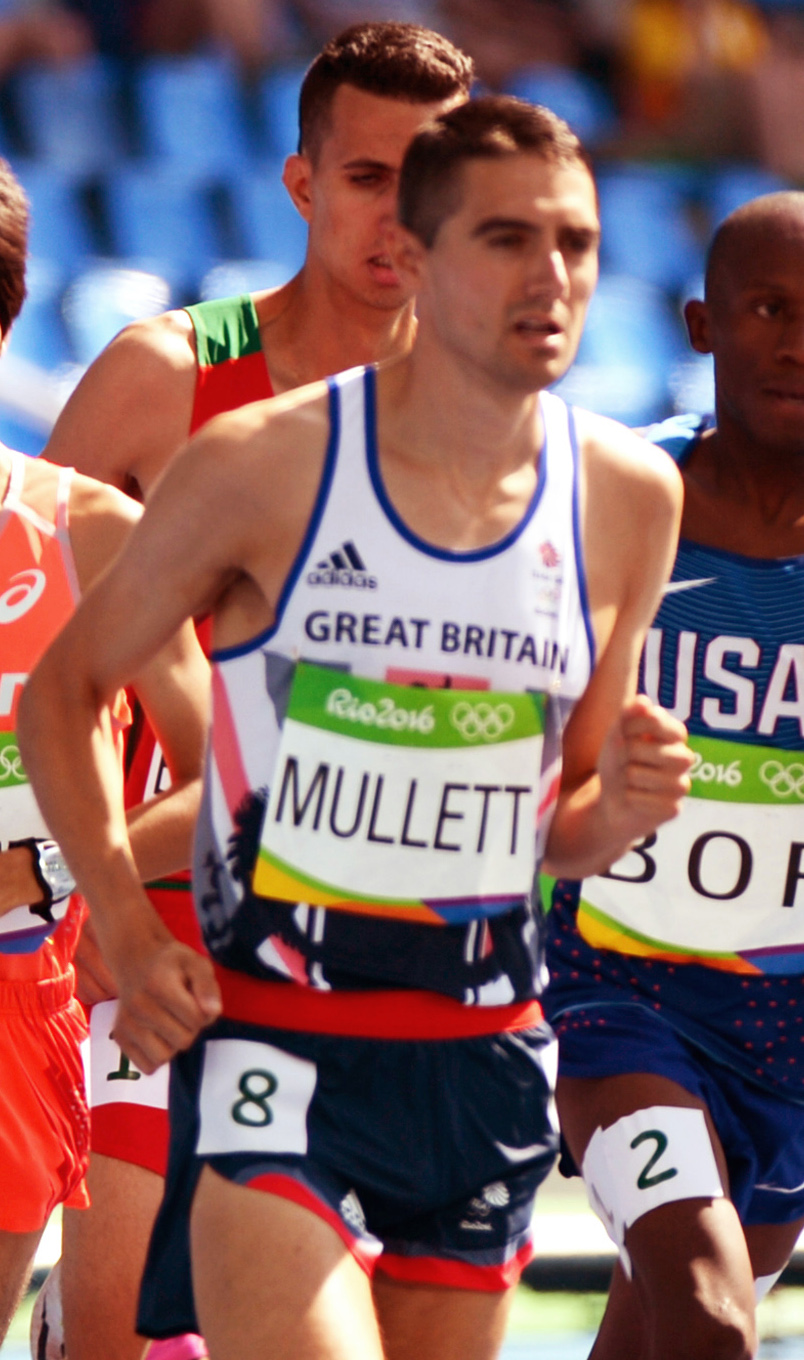
Auch über die Zeit erreichte Rob Mullett, Neuntplatzierter des ersten Vorlaufs, nicht das Finale
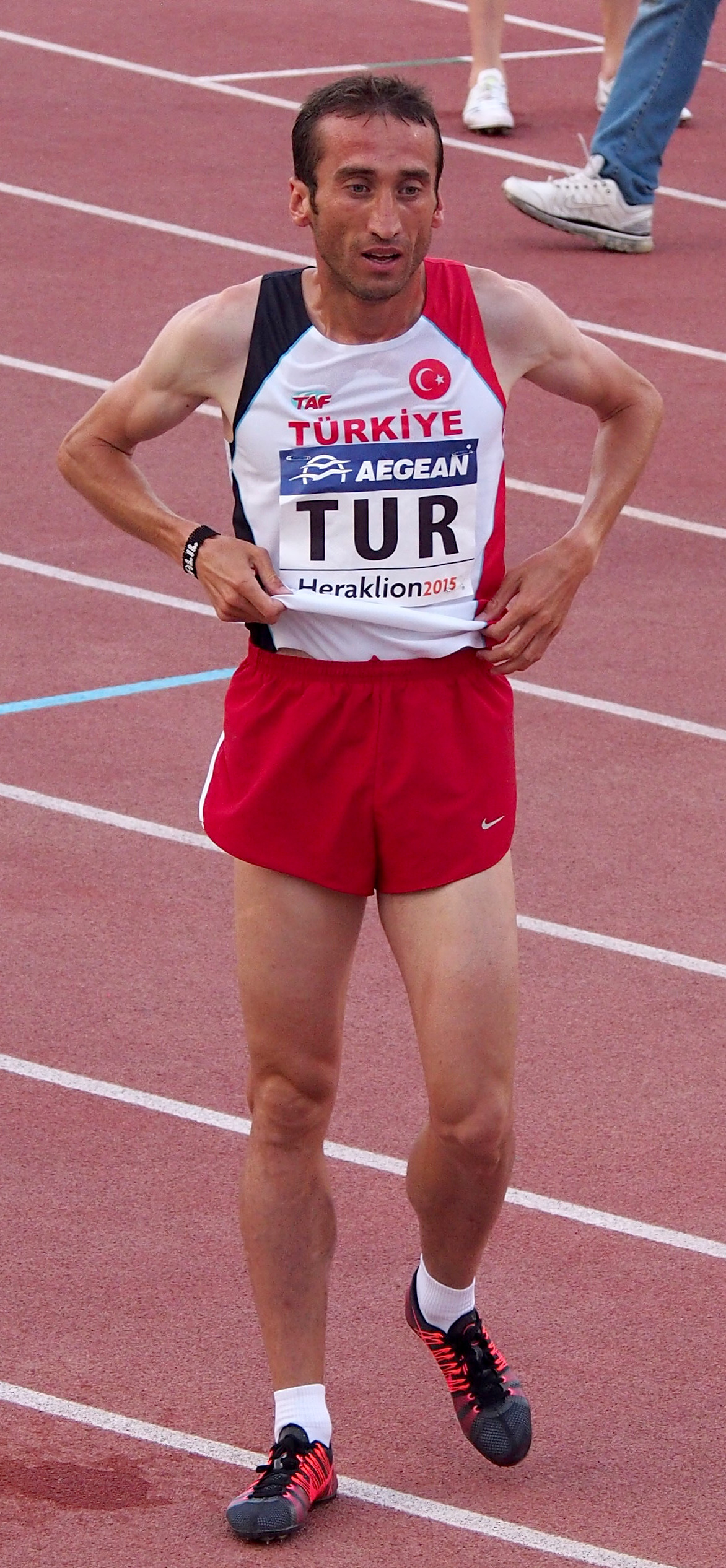
Halil Akkaş kam in seinem Vorlauf nicht ins Ziel

| Platz | Name                        | Nation         | Zeit (min) | Anmerkung                              |
| ----- | --------------------------- | -------------- | ---------- | -------------------------------------- |
| 1     | Mahiedine Mekhissi-Benabbad | Frankreich     | 8:31,05    |                                        |
| 2     | Patrick Nasti               | Italien        | 8:34,08    |                                        |
| 3     | Łukasz Parszczyński         | Polen          | 8:35,05    |                                        |
| 4     | Antonio David Jiménez       | Spanien        | 8:35,44    |                                        |
| 5     | Hakan Duvar                 | Türkei         | 8:37,40    |                                        |
| 6     | Krystian Zalewski           | Polen          | 8:37,82    |                                        |
| 7     | James Wilkinson             | Großbritannien | 8:39,19    | eigentlich für das Finale qualifiziert |
| 8     | Alberto Paulo               | Portugal       | 8:41,63    |                                        |
| 9     | Rob Mullett                 | Großbritannien | 8:48,38    |                                        |
| 10    | Alexandru Ghinea            | Rumänien       | 8:45,88    |                                        |
| DNF   | Halil Akkaş                 | Türkei         |            |                                        |
| DOP   | Nour-Eddine Gezzar          | Frankreich     | 8:31,33    | für das Finale zugelassen              |

### Vorlauf 2

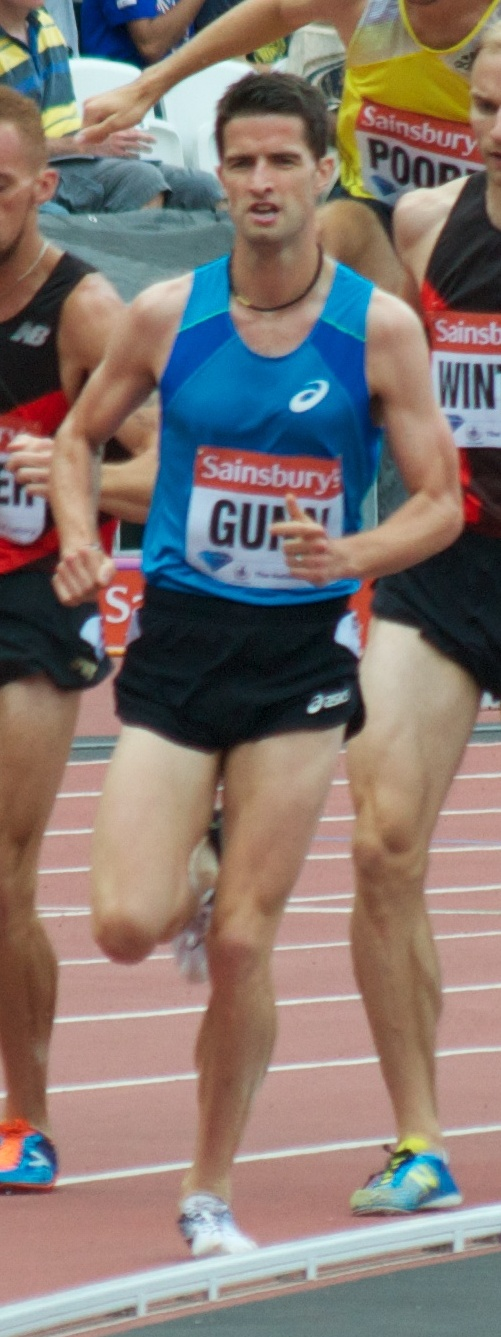
Luke Gunn beendete seinen Vorlauf vorzeitig

| Platz | Name                | Nation         | Zeit (min) |
| ----- | ------------------- | -------------- | ---------- |
| 1     | Tarık Langat Akdağ  | Türkei         | 8:27,31    |
| 2     | Iwan Lukjanow       | Moldau         | 8:29,28    |
| 3     | Víctor García       | Spanien        | 8:29,44    |
| 4     | Łukasz Olizło       | Polen          | 8:29,46    |
| 5     | Abdelaziz Merzougui | Spanien        | 8:29,51    |
| 6     | Steffen Uliczka     | Deutschland    | 8:29,55    |
| 7     | Yuri Floriani       | Italien        | 8:32,63    |
| 8     | Kaur Kivistik       | Estland        | 8:36,10    |
| 9     | Noureddine Smaïl    | Frankreich     | 8:41,11    |
| 10    | Itai Maggidi        | Israel         | 8:47,29    |
| DNF   | Luke Gunn           | Großbritannien |            |
| DOP   | Ildar Minschin      | Russland       | 8:52,84    |

## Finale

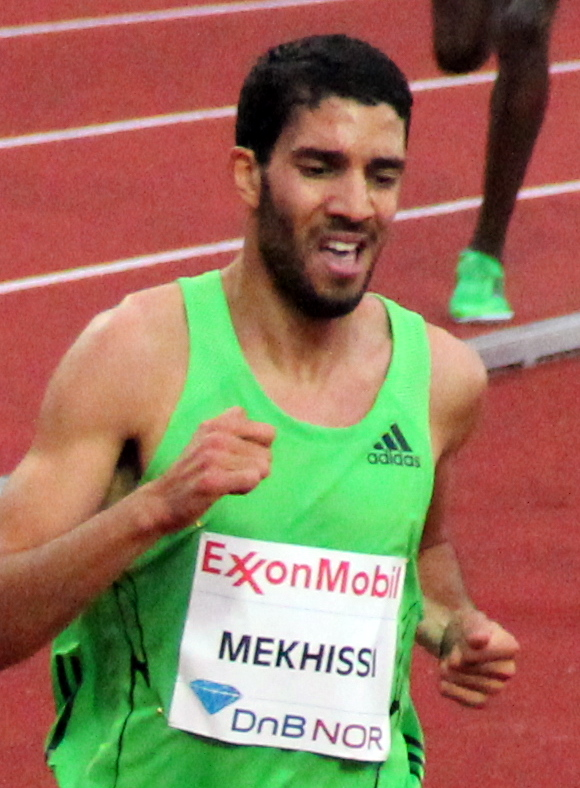
Mahiedine Mekhissi-Benabbad: nach Olympiasilber 2008 und WM-Bronze 2011 folgte hier der zweite EM-Titel – drei weitere kamen später noch hinzu

29. Juni 2012, 19:05 Uhr
| Platz | Name                        | Nation      | Zeit (min) |
| ----- | --------------------------- | ----------- | ---------- |
| 1     | Mahiedine Mekhissi-Benabbad | Frankreich  | 8:33,23    |
| 2     | Tarık Langat Akdağ          | Türkei      | 8:34,24    |
| 3     | Víctor García               | Spanien     | 8:35,87    |
| 4     | Abdelaziz Merzougui         | Spanien     | 8:38,58    |
| 5     | Łukasz Parszczyński         | Polen       | 8:38,76    |
| 6     | Yuri Floriani               | Italien     | 8:39,22    |
| 7     | Krystian Zalewski           | Polen       | 8:39,35    |
| 8     | Hakan Duvar                 | Türkei      | 8:40,05    |
| 9     | Steffen Uliczka             | Deutschland | 8:41,53    |
| 10    | Iwan Lukjanow               | Moldau      | 8:42,06    |
| 11    | Łukasz Olizło               | Polen       | 8:44,51    |
| 12    | Patrick Nasti               | Italien     | 8:48,37    |
| 13    | Antonio David Jiménez       | Spanien     | 8:53,30    |
| 14    | Kaur Kivistik               | Estland     | 8:58,02    |
| DOP   | Nour-Eddine Gezzar          | Frankreich  | 8:36,98    |

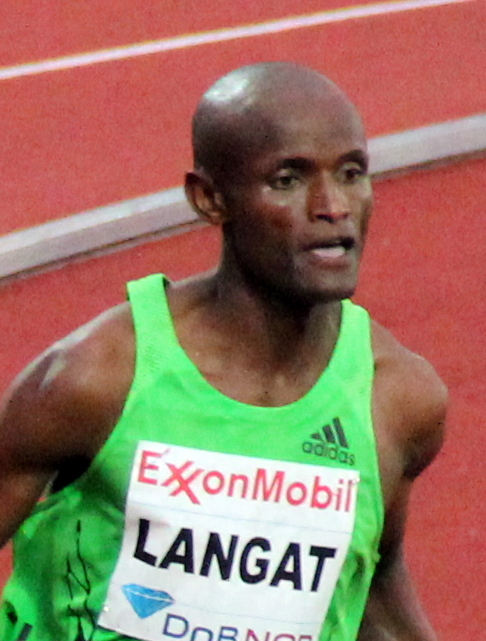
Vizeeuropameister Tarık Langat Akdağ
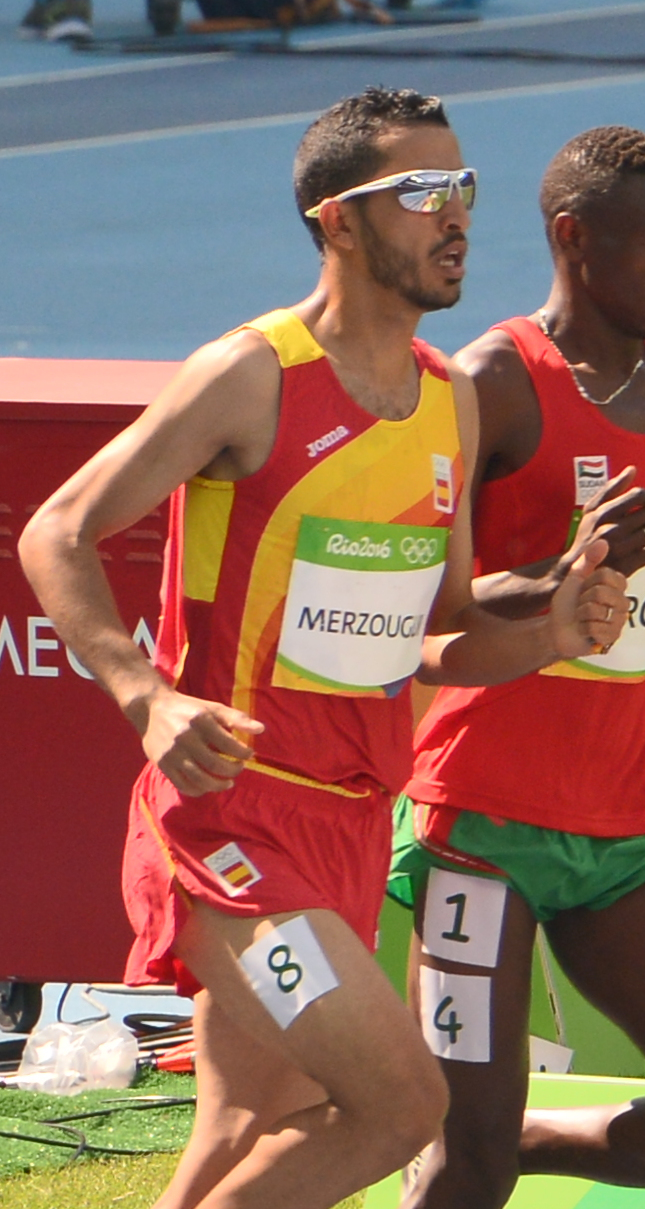
Abdelaziz Merzougui kam auf den vierten Platz
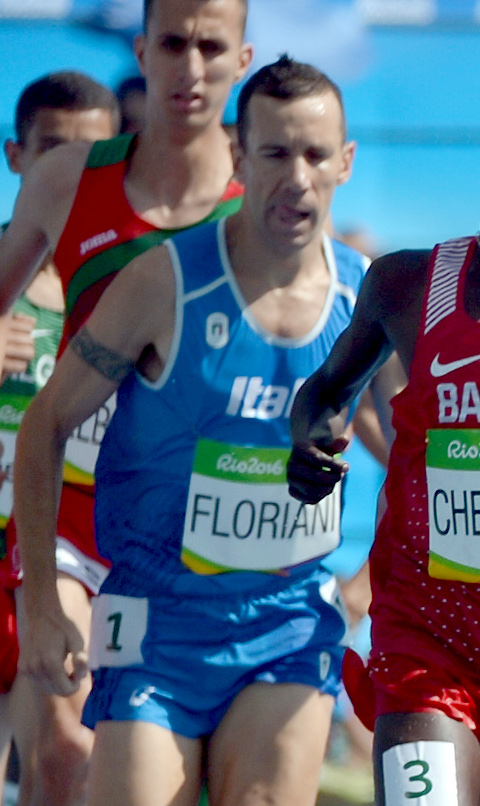
Yuri Floriani belegte Rang sechs
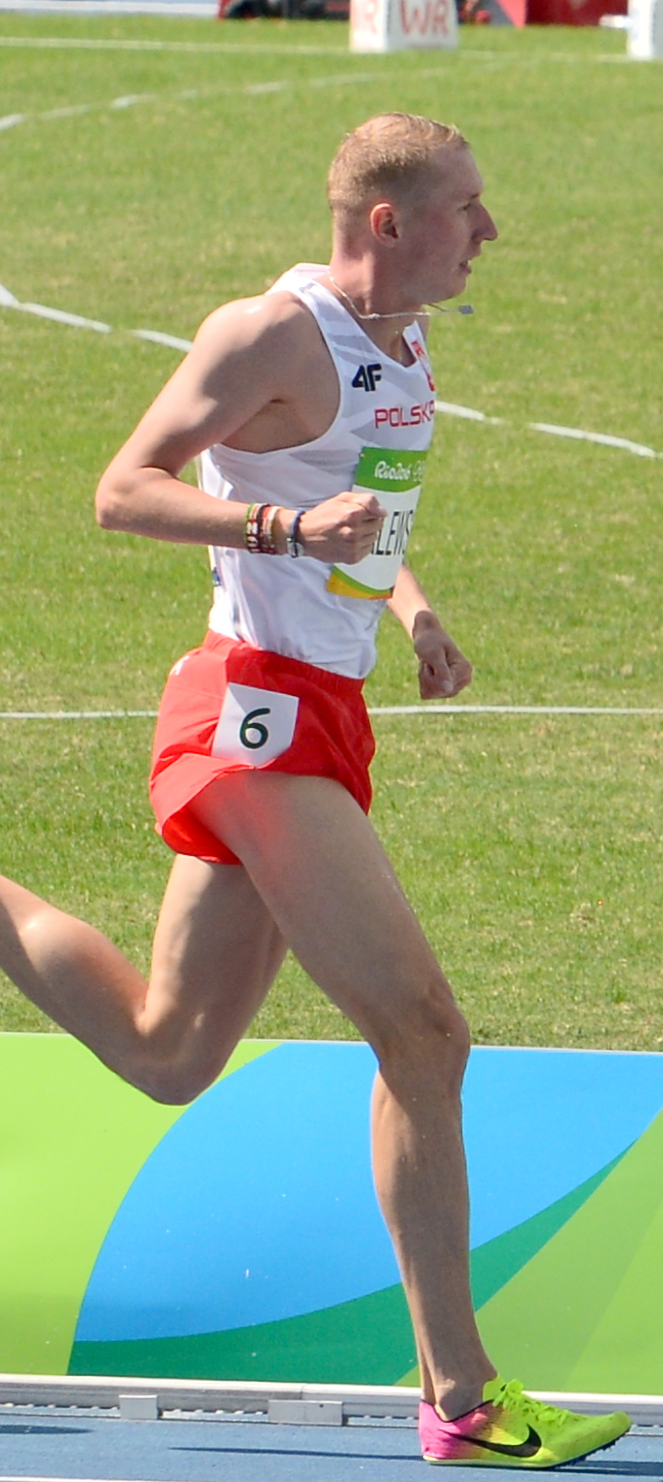
Krystian Zalewski wurde Siebter

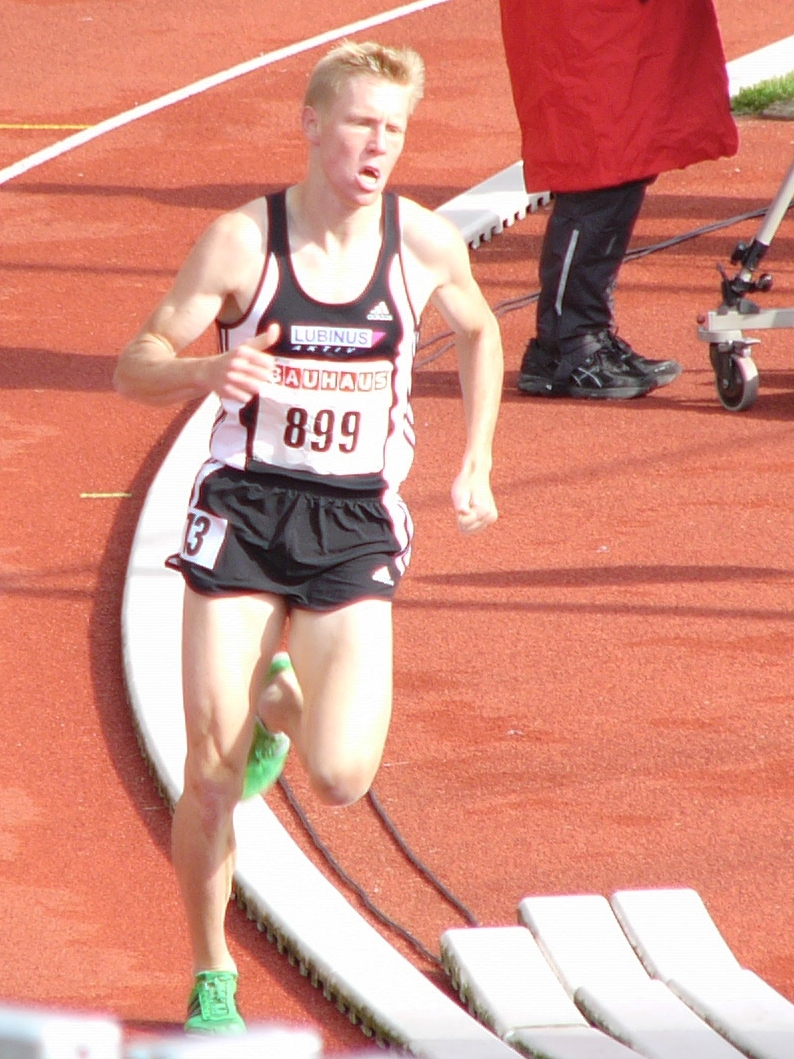
Steffen Uliczka erreichte Platz neun
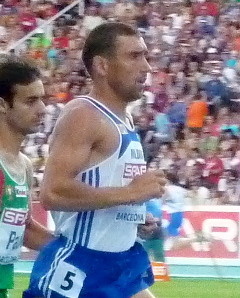
Der zehntplatzierte Iwan Lukjanow
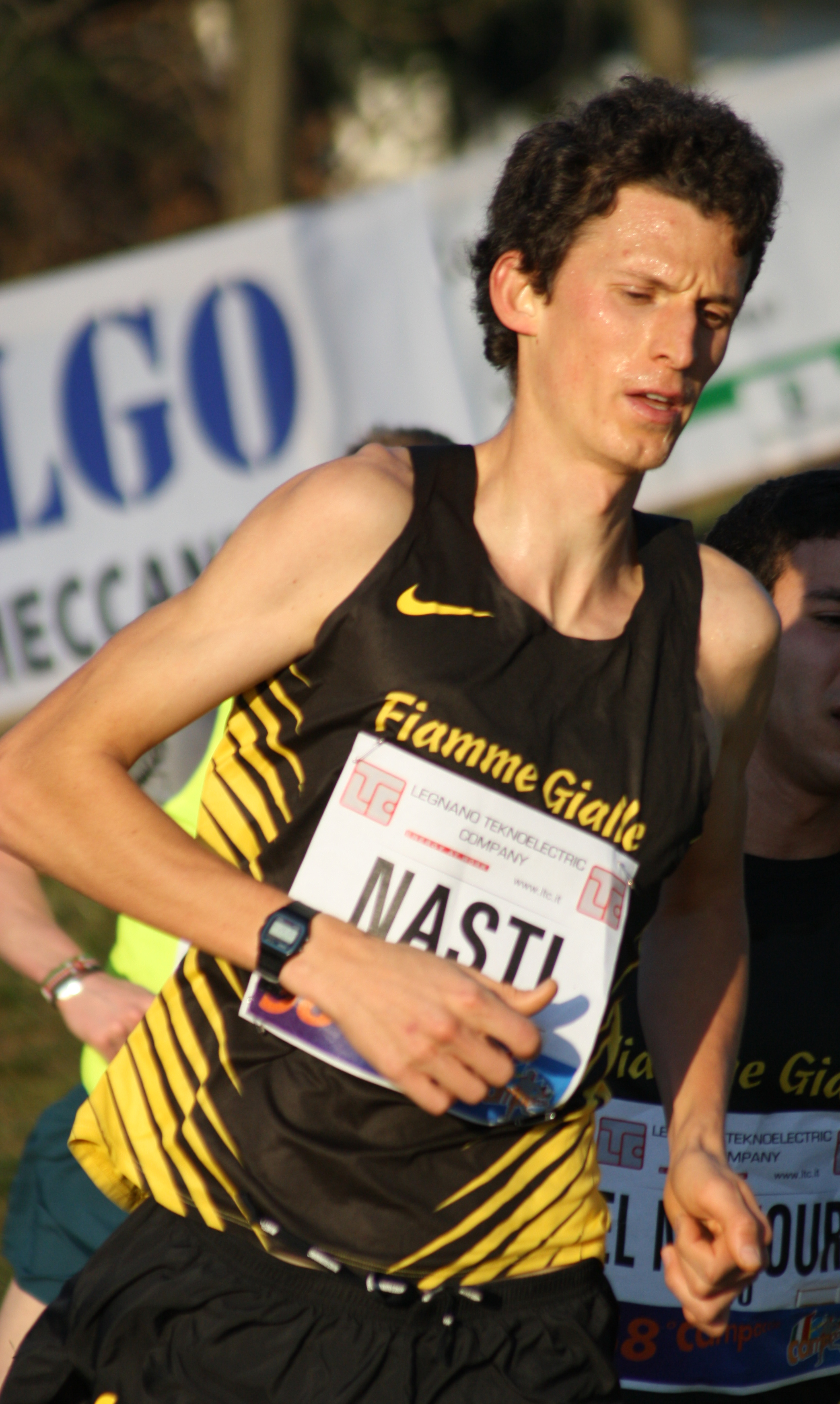
Patrick Nasti – Zwölfter
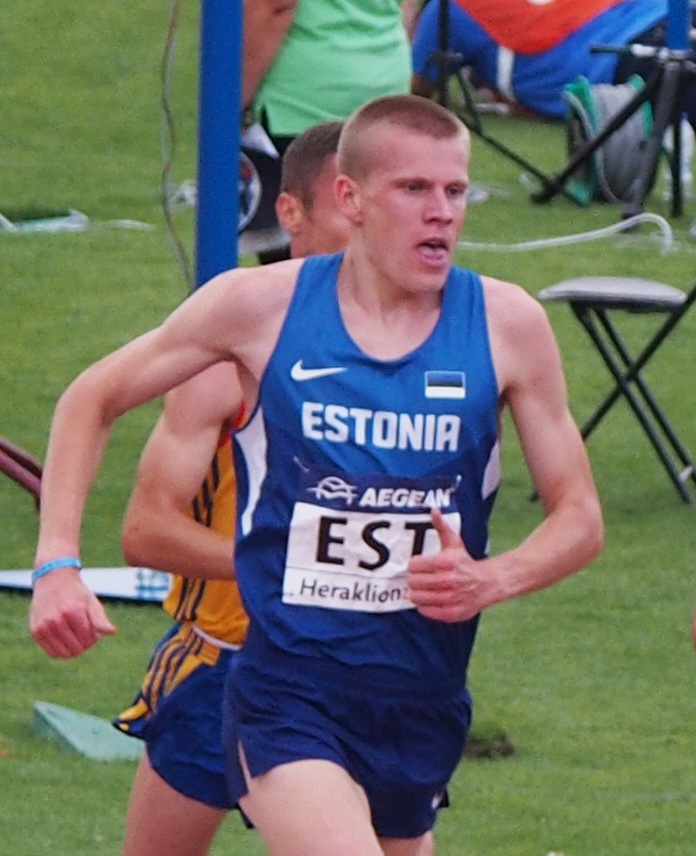
Kaur Kivistik – Rang vierzehn

## Videolink
- 3000st European Championship Helsinki 2012, youtube.com (italienisch), abgerufen am 25. Februar 2023